# Longines
 (octobre 2023).
Longines est une entreprise horlogère suisse de luxe appartenant au Swatch Group. 

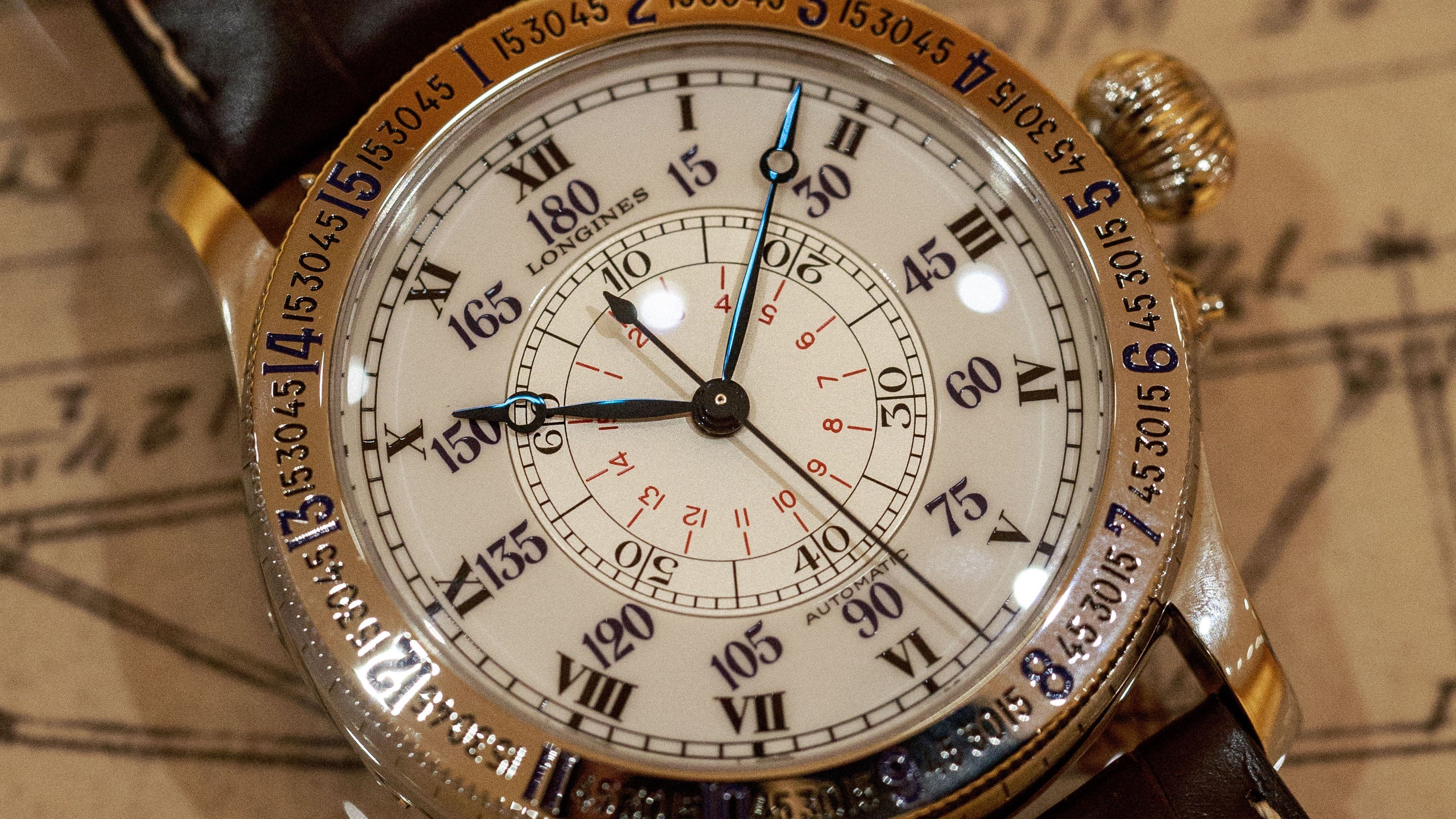
Instrument de navigation utilisé par Lindbergh en 1927.

Le sablier ailé de la marque est le plus ancien modèle déposé, encore en activité et sans modification, dans les registres de l'OMPI, l'Organisation mondiale de la propriété intellectuelle. Ernest Francillon a déposé le nom et le logo en 1893.
La marque est créée à Saint-Imier en 1832 par Auguste Agassiz. Elle a une double activité de manufacture de montres et de chronométreur sportif.
Elle tient son nom du lieu-dit les Longines à Saint-Imier, où est située l'usine.

## Histoire
Les origines de Longines remontent à 1832. Auguste Agassiz et deux associés fondent le comptoir horloger de Saint-Imier. Il fabrique des garde-temps de poche dotés d'échappement à roue de rencontre.
En 1852, l'économiste Ernest Francillon (et neveu d'Auguste Agassiz) rejoint l'entreprise et en prend progressivement la direction.
En 1867, le nom Longines est déposé par Francillon. La manufacture produit son premier mouvement, appelé 20A. Il dispose d’un échappement à ancre, un dispositif de remontoir et de mise à l’heure au pendant. Il est récompensé à l’Exposition Universelle de Paris en 1867.
En 1876, Longines envoie son directeur technique aux États-Unis pour l'Exposition Universelle. Il engrange de précieuses informations sur la mécanisation de la production, donnant à Longines une longueur d'avance sur ses concurrents.
L'année 1878, Longines met au point son premier chronographe doté du mouvement 20H. La marque devient une référence dans le chronométrage sportif : en 1881, son chronographe monopoussoir devient la norme dans les courses hippiques. En 1886, les chronographes Longines équipent la majorité des juges sportifs new-yorkais.
En 1913, Longines développe son premier calibre pour chronographe-bracelet, et investit dans l'aviation.
En 1919, Longines est nommée fournisseur officiel de la Fédération Aéronautique Internationale. Elle crée des instruments de mesure spécialisés, comme des montres GMT, capables de donner sa position géographique exacte au pilote.
La marque produit son premier mouvement pour chronomètre certifié, le calibre 21.59. À partir de 1924, Longines s'investit dans le ski alpin, chronométre des courses et invente divers systèmes spécifiques.
Dès 1945, Longines lance son premier calibre à remontage automatique.
En 1959, elle sort un calibre spécifiquement destiné aux concours d’observatoires. Elle établit des records de précision dans la catégorie des chronomètres-bracelets à l’Observatoire de Neuchâtel.
En 1967, Longines lance un calibre ultra-précis doté d'un organe de réglage du mouvement vibrant à une fréquence de 36.000 alternances par heure. C'est la gamme Ultra-Chron.
Pour l'année 1977, Longines bat un record avec son calibre L990, le plus plat du monde.
En 1983, Longines est intégrée à la Société Suisse pour l'Industrie Horlogère. Naît la Société suisse de Microélectronique et d’Horlogerie, qui deviendra Swatch Group en 1998. Au sein du Swatch Group, Longines est positionné sur le segment du haut de gamme, en concurrence en 2021 avec TAG Heuer sur le marché américain, et Tudor sur le marché asiatique.
En 2019, Longines s'associe à Marcolin pour produire une collection de montures optiques et de lunettes de soleil pour hommes et femmes.
En 2021, Longines arrive cinquième dans les marques de montres lucratives.
En 2022, la marque vise le segment supérieur et lance le modèle Ultra-Chron, intégrant un mécanisme à haute fréquence (5Hz) basé sur l'ETA 2824.
En 2024, Longines est la 7ème plus importante entreprise horlogère suisse, avec un chiffre d'affaires estimé à 1,1 milliard de francs suisses et environ 950 000 montres vendues. Le prix de vente moyen d'une montre Longines est d'environ 1 922 francs suisses hors taxes.

## La gamme actuelle
Longines possède une gamme de produits comprenant environ 1 300 références. Ce nombre tient compte du fait que chaque option de bracelet ou variation de couleur pour le cadran donne lieu à une référence différente. De manière générale, l'ensemble de la gamme est réparti en deux catégories: Classic et Sport.

## Le chronométrage sportif
Longines s'implique dans le chronométrage sportif depuis la seconde moitié du XXe siècle.
Longines officie dans l’athlétisme lors des Jeux olympiques d'Athènes de 1896. En 1912, la manufacture met au point un mécanisme de fil coupé lors d'une course d'athlétisme, dans le cadre de la Fête fédérale de l'athlétisme à Bâle. Quelques décennies plus tard, Longines sera le chronométreur officiel lors des Jeux olympiques de Munich en 1972.
Dans le domaine du ski alpin, en 1924, Longines chronomètre l'ancêtre des Jeux olympiques d'hiver, l'International Winter Sports Week de Chamonix. Quelques années plus tard, elle est chargée officiellement du chronométrage des championnats du monde, toujours à Chamonix.
Longines introduit le déclenchement du chronomètre par cellules photoélectriques installées dans le portillon de départ à Crans-Montana en 1945, ou le Chronoson en 1951 qui décompte les secondes avant que l'athlète ne soit autorisé à s'élancer.
En 1963, les téléspectateurs peuvent voir les temps et les vitesses de pointe atteintes s'afficher sur leur écran.
En 2017, le Live Alpine Data de Longines consiste en une puce électronique attachée directement à la chaussure de l'athlète et couplée à un radar et un capteur de mouvement : il permet de mesurer en continu diverses données : les vitesses atteintes, les accélérations et décélérations, les longueurs des sauts. Testé aux Championnats du monde de ski alpin FIS à Saint-Moritz, il s'est généralisé et systématisé.

## Ambassadeurs et sponsoring

### Ambassadeurs
La marque Longines travaille avec de nombreux ambassadeurs du monde des arts, des sports ou de la mode, : Mikaela Shiffrin, Andre Agassi, Kate Winslet, Steffi Graf, Regé-Jean Page, Jennifer Lawrence, Eddie Peng, Lin Chi-ling ou Jeong Woo-seong.

### Sponsoring
Longines sponsorise ou est partenaire de diverses manifestations comme le Prix de Diane, la Coupe du monde de ski alpin,.